# Subilla principiae
Subilla principiae is een kameelhalsvliegensoort uit de familie van de Raphidiidae. De soort komt voor op Sardinië.
Subilla principiae werd voor het eerst wetenschappelijk beschreven door Pantaleoni et al. in 2004.